# Vasilios Kotronias
Vasilios Kotronias (griechisch Βασίλειος Κοτρωνιάς, * 25. August 1964 in Athen) ist ein griechischer Schachspieler.

## Leben
Den Titel Internationaler Meister erhielt er 1986, seit 1990 ist er Großmeister. Der aus Athen stammende Vasilios Kotronias spielte zwischen 1998 und 2004 für Zypern, kehrte aber danach zum griechischen Schachverband zurück. Im Februar 2015 lag er auf dem vierten Platz der griechischen Elo-Rangliste, die er lange Zeit angeführt hatte.
Zehnmal konnte er die griechische Einzelmeisterschaft gewinnen (1986 bis 1988, 1990 bis 1992, 1994, 2006, 2010 und 2014). Schachturniere gewann er unter anderem 1988 in Athen (Akropolis-Turnier), 1992 in Wijk aan Zee (Kategorie 10), 1993 in Komotini und auf Korfu, 1993, 1994 und 1995 in Gausdal, 1996 in Rischon LeZion, 2001 in Glyfada, 2003 in Gibraltar (gemeinsam mit Nigel Short) und Athen, 2004 in Hastings (gemeinsam mit Jonathan Rowson), 2005 und erneut 2007 in Kalamaria.
Er nahm an 13 Schacholympiaden teil (1984 bis 1996, 2000 bis 2008 und 2012), davon achtmal am Spitzenbrett mit einem Gesamtergebnis von 94 Punkten aus 154 Partien (+63 =62 −29). Bei der Schacholympiade 2008 erhielt er eine individuelle Bronzemedaille für sein Ergebnis von 8,5 aus 11 am zweiten Brett. Bei der Schacholympiade 2010 begleitete er die griechische Nationalmannschaft nicht als Spieler, sondern als Kapitän. 2000 und 2002 spielte er für Zypern, ansonsten für Griechenland. Bei acht Teilnahmen an Mannschaftseuropameisterschaften (zwei für Zypern, sechs für Griechenland) von 1989 bis 2013, davon die ersten sieben an Brett eins, erreichte er ein Gesamtergebnis von 37 aus 65 (+23 =28 −14). Dabei wies er jedes Mal eine positive Bilanz auf und erhielt 2001 in León eine individuelle Silbermedaille für sein Ergebnis von 5,5 aus 8 sowie 2013 in Warschau eine Goldmedaille für sein Ergebnis von 5 aus 7 am Reservebrett. Mit Griechenland nahm er außerdem an der Mannschaftsweltmeisterschaft 2010 teil.
Vereinsschach spielt er in Griechenland (für Kavala, früher für SO Patron und Peristeri Athen), Frankreich (für La Tour Sarrazine - Antibes), Italien, Rumänien, Serbien, Schweden (von der Saison 2006/07 bis zur Saison 2008/09 für Skara SS, ab der Saison 2009/10 für das Team Viking aus Sollentuna), Tschechien (für Slavoj Ostrava-Poruba) und Ungarn (für den Aquaprofit Nagykanizsai Tungsram Sakk-Klub). Mit Aquaprofit gewann er in den Saisons 2006/07 und 2008/09 die ungarische Mannschaftsmeisterschaft und nahm am European Club Cup 2007 teil, mit dem Team Viking wurde er in den Saisons 2009/10 und 2011/12 schwedischer Mannschaftsmeister. In der deutschen Schachbundesliga spielte er in der Saison 1996/97 für den PSV Duisburg und 2007/08 für die SG Trier.
Bei der Europawahl 2014 war Kotronias aufgestellter Kandidat für die Partei To Potami.

## Veröffentlichungen
- Beating the Caro-Kann. Batsford, London 1984, ISBN 0-7134-7415-7 (englisch).
- Beating the Flank Openings. Batsford, London 1996, ISBN 0-7134-7781-4 (englisch).
- Beating the Petroff. Batsford, London 2004, ISBN 0-7134-8919-7 (gemeinsam mit Andreas Tzermiadianos, englisch).
- The Grandmaster Battle Manual. Quality Chess, Glasgow 2011, ISBN 978-1-906552-52-7 (englisch).
- Carlsen's Assault on the Throne. Quality Chess, Glasgow 2013, ISBN 978-1-906552-22-0 (gemeinsam mit Sotiris Logothetis, englisch).
- Grandmaster Repertoire. The Sicilian Sveshnikov. Band 18. Quality Chess, Glasgow 2013, ISBN 978-1-907982-92-7 (englisch).
- Kotronias on the King's Indian. Fianchetto Systems. Band 1. Quality Chess, Glasgow 2013, ISBN 978-1-906552-50-3 (englisch).
- Kotronias on the King's Indian. Mar del Plata I. Band 2. Quality Chess, Glasgow 2015, ISBN 978-1-907982-55-2 (englisch).
- Kotronias on the King's Indian. Mar del Plata II. Band 3. Quality Chess, Glasgow 2015, ISBN 978-1-907982-56-9 (englisch).
- Grandmaster Repertoire. Beating the Anti-Sicilians. 6A. Quality Chess, Glasgow 2015, ISBN 978-1-907982-64-4 (englisch).
- The Safest Scandinavian. Chess Stars, Sofia 2016, ISBN 978-6-19718806-6 (englisch).
- Kotronias on the King's Indian. Classical Systems. Band 4. Quality Chess, Glasgow 2016, ISBN 978-1-78483-020-5 (englisch).
- Kotronias on the King's Indian. Sämisch & The Rest. Band 5. Quality Chess, Glasgow 2017, ISBN 978-1-78483-035-9 (englisch).